# Uniclypea conica
Uniclypea conica är en stekelart som beskrevs av Boucek 1976. Uniclypea conica ingår i släktet Uniclypea och familjen puppglanssteklar. Inga underarter finns listade i Catalogue of Life.